# Croix de chemin de Soumaintrain
La croix de chemin de Soumaintrain est une croix de chemin située à Soumaintrain, dans le département de l'Yonne en France.

## Présentation
L'édifice est inscrit au titre des monuments historiques en 1926.